# Johann Friedrich Herbart
Johann Friedrich Herbart, nemški filozof in pedagog, 4. maj 1776, Oldenburg, Nemčija, † 14. avgust 1841, Hannover, Nemčija. 
Velja za utemeljitelja pedagogike kot akademske discipline. V filozofiji izhaja iz Kantove filozofije, tej prilagojen je tudi njegov filozofski sistem. Znan je po nasprotovanju Heglu na področju estetike.
1. ↑  data.bnf.fr: platforma za odprte podatke — 2011.
2. ↑  Deutsche Biographie — München BSB, Historische Kommission bei der Bayerischen Akademie der Wissenschaften, 2001.
3. ↑  Педагоги и психологи мира — 2012.
4. 1 2  Гербарт Иоганн Фридрих // Большая советская энциклопедия: [в 30 т.] — 3-е изд. — Moskva: Советская энциклопедия, 1969.
5. ↑  Record #11854943X // Gemeinsame Normdatei — 2012—2016.
6. ↑  Brockhaus Enzyklopädie